# 上田政盛
上田 政盛（うえだ まさもり）は、戦国時代の武将。扇谷上杉家の家臣。相模国守護代・上田正忠（政忠）の後継者と推定されている。ただし、黒田基樹は、「政盛」の実名は軍記物に現れるのみでかつ近世初期までに成立したものに見られないことからこれを採用できないとしている。
出自は武蔵七党の西党の流れを汲む上田氏の嫡流。
長享元年（1487年）からの長享の乱で活躍し、対立する山内上杉家領であった神奈川湊を支配下に置くが、永正2年（1505年）に主家が山内上杉家に降伏したためにこれを奪われる。これを恨んだ政盛は永正7年（1510年）6月、当時相模西部を制圧していた伊勢宗瑞の調略に応じて相模国境に近い武蔵国権現山城（現在の神奈川県横浜市神奈川区）で挙兵した。
これに対して扇谷上杉家の上杉朝良・山内上杉家の上杉憲房は7月に権現山城を包囲して、援軍に駆けつけた伊勢（北条）軍を撃破する。政盛は激しく抵抗したものの、権現山城は陥落して政盛は戦死したとも正忠ら一族と共に宗瑞の許に逃れたとも言われている。その後、正忠は小田原で病死したとされている。ただし、後の小沢原の戦いにおいて扇谷上杉家の将に「上田蔵人」と名乗る人物が記録されているため、政盛あるいはその後継者が扇谷上杉家に復帰した可能性もある。
ともあれ、これによって相模守護代を務めた上田氏宗家は没落し、庶流とされる上田朝直らが扇谷上杉家の重臣として名前を連ねることになる。また、長享の乱以来続いてきた伊勢氏（後の後北条氏）と上杉氏との同盟関係が完全に破綻して以後の両者は関東の覇権を巡って激しく争う事になった。